# Козак Хлит

Обкладинка збірки «Могутній душогуб».

Козак Хлит (Кліт; англ. Khlit the Cossack) — літературний герой однойменного циклу творів американського історика та письменника Гарольда Лемба. Персонаж його оповідань і романів 1918—1926 років — підстаркуватий запорозький козак, який, попри вік, шукає пригод по світу та захищає справедливість. Пригоди Хлита охоплюють другу половину XVI — початок XVII століть.
Оповідання про Хлита публікувалися в журналі «Adventure Magazine», а також у збірках. Два романи вийшли окремими книгами.

## Опис персонажа
Хлит є найбільш натхненним з усіх літературних персонажів, створених Лембом. Мандрівний козак Хлит суттєво відрізняється від стереотипних героїв американського роману свого часу: він підстаркуватий, не прагне бути коханцем, не має манери парубкувати або заграватися, і йому чуже самовихваляння. Відмінний вершник, він також прекрасний фехтувальник з гострою шаблею (його шабля сама собою являє предмет для окремого оповідання, має цікаве минуле, яке Хлит розповідає в ході своїх пригод). Він грубий і примхливий, та водночас — захищає невинних, коли це в його силах. Він твердо вірить у швидке правосуддя зі зброєю в руках, та набожний у своїй вірі, хоч і не приділяє багато часу молитві. Завдяки гострому розуму йому вдається вижити в безлічі зрад та інтриг.
На початку своїх пригод Хлит вимушений покинути козацьку службу на прохання його козацьких побратимів, які вважають його застарим, щоб лишатися отаманом. Але Хлит також не бажає провести решту життя в монастирі з іншими козаками, тому вирушає на пошуки пригод та щоб побачити світ. Хлит упродовж творів еволюціонує від затятого татароненависника до найкращого друга татарських племен; і з лояльного до московського царя «сторожового пса земель русских», до ворога царського трону. У Хлита є онук Кирдій, який часом подорожує разом із дідом. Лемб не описував смерті Хлита, його герой зникає в степу після того, як Кирдій знаходить своє кохання та покидає військову справу.
У статті, написаної для журналу «Pulpdom», Ал Любек описує країни, що їх відвідав Хлит: обігнувши Центральну Азію, Хлит зустрічає персів, туркмен, узбеків, калмиків, китайців, раджпутів, арабів — частіше за все стикаючись із ними в боях. Він подорожує озером Байкал, відвідує Самарканд, Індостан, Пенджаб і Кашмір, Китай, річку Керулан, Тибет, Афганістан.

## Перелік творів
| Рік та дата друку    | Оригінальна назва           | Назва українською        | Примітки |
| -------------------- | --------------------------- | ------------------------ | --- |
| 1 листопада 1917     | Khlit                       | Хлит                     | Оповідання. Входить до збірки «The Mighty Manslayer» (Могутній душогуб)                                      |
| 1 січня 1918         | Wolf's War                  | Вовча війна              | Оповідання. Входить до збірки «The Mighty Manslayer»                                                         |
| 14 лютого 1918       | Tal Taulai Khan             | Хан Тал Тулай            | Оповідання. Входить до збірки «The Mighty Manslayer»                                                         |
| 1 серпня 1918        | Alamut                      | Аламут                   | Оповідання. Входить до збірки «The Curved Saber» (Шабля)                                                     |
| 15 жовтня 1918       | The Mighty Manslayer        | Могутній душогуб         | Оповідання. Входить до збірки «The Curved Saber»                                                             |
| 15 грудня 1918       | The White Khan              | Білий хан                | Оповідання. Входить до збірки «The Mighty Manslayer»                                                         |
| 1 лютого 1919        | Changa Nor                  | Шага Нор                 | Оповідання. Входить до збірки «The Curved Saber»                                                             |
| 15 квітня 1919       | Roof of the World           | Дах Світу                | Оповідання. Входить до збірки «The Curved Saber»                                                             |
| 15 липня 1919        | The Star of Evil Omen       | Зоря зловісного знамення | Оповідання. Входить до збірки «The Curved Saber»                                                             |
| 15 вересня 1919      | The Rider of the Gray Horse | Вершник на сірому коні   | Оповідання. Входить до збірки «The Curved Saber»                                                             |
| 1 червня 1920        | The Lion Cub                | Левеня                   | Оповідання. Входить до збірки «The Curved Saber»                                                             |
| 15 липня 1920        | Law of Fire                 | Закон вогню              | Оповідання. Входить до збірки «The Curved Saber»                                                             |
| 1 серпня 1920        | The Bride of Jagannath      | Наречена Джаганната      | Оповідання. Входить до збірки «The Curved Saber»                                                             |
| 15 вересня 1920      | The Masterpiece of Death    | Шедевр смерті            | Оповідання. Не входило до збірок                                                                             |
| 1 листопада 1920     | The Curved Sword            | Шабля                    | Оповідання. Не входило до збірок                                                                             |
| 30 вересня 1925      | Bogatyr                     | Богатир                  | Оповідання. Входить до збірки «The Curved Saber»                                                             |
| 10 та 20 грудня 1925 | White Falcon                | Білий сокіл              | Роман. Спершу виданий трьома частинами, а 1926 року окремою книгою.                                          |
| 10 січня 1926        | The Winged Rider            | Крилатий вершник         | Оповідання. Входить до збірки «The Mighty Manslayer»                                                         |
| 8 грудня 1926        | The Wolf Master             | Вовчий володар           | Роман. У перевиданні 1933 року називається «Кирдій: Дорога за край світу» (Kirdy: The Road Out of the World) |

## Вплив
Роберт Говард, автор Конана і багатьох інших героїв, називав Лемба своїм улюбленим автором і можна вбачати вплив Лемба в деяких із творів Говарда. Фріц Лейбер, можливо, також читав Лемба, оскільки мандри його Фафхрда та Сірого Мишолова дещо подібні до мандрів Хлита. При тому ж твори Лемба вирізняються своїм антуражем. Лемб писав фантазії на тему реальної історії, тоді як Говард і Лейбер — про пригоди в інших світах і вигаданих епохах. Говард проте використав тему історичних козаків у оповіданні «Тінь стерв'ятника» 1934 року, де фігурує козачка-мечниця Руда Соня. Її образ коміксист і кіносценарист Рой Томас узяв за основу однойменної героїні нових історій про Конана.
Олек Веремко-Бережний у газеті «День» зауважив, що п'ятий твір циклу про Хлита «Могутній душогуб» вплинув на оповідання Сакса Ромера про лиходія Фу Манчу, що добре видно у фільмі 1932 року «Маска Фу Манчу». Хлит — один із перших прикладів мовчазних, суворих героїв попкультури, які відступили від стереотипу мачо. Такими стали в подальшому ковбої Клінта Іствуда чи Шалений Макс. Хлит був одним із ймовірних прототипів Ріддіка — антигероя науково-фантастичної медіафраншизи «Хроніки Ріддіка», започаткованої 2004 року режисером Девідом Туї.